# Flabelligera infundibularis
Flabelligera infundibularis är en ringmaskart som beskrevs av Herbert Parlin Johnson 1901. Flabelligera infundibularis ingår i släktet Flabelligera och familjen Flabelligeridae. Arten har ej påträffats i Sverige. Inga underarter finns listade i Catalogue of Life.